# 小行星3348
小行星3348（英語：3348 Pokryshkin）是一颗围绕太阳公转的小行星。1978年3月6日，尼古拉·切爾尼赫在克里米亚发现了此天体。
这颗小行星的绝对星等为62.90871577109741等。